# Bosanskohercegovačka stranka prava 1861.
Bosanskohercegovačka stranka prava 1861.  je pravaška politička stranka u Bosni i Hercegovini. Osnovana je krajem 1990-ih, kao pandan Hrvatske stranke prava 1861. Predsjednik Stranke je Vlado Musa, a sjedište joj je u Sarajevu. Određuje se kao "multietnička nacionalna stranka za državljane Bosne i Hercegovine, bez obzira na etničko porijeklo i vjeru, koji su za jedinstvenu Bosnu i Hercegovinu". Poput svoje hrvatske sestre, 2010-ih nije naročito aktivna u političkome životu.